# 홍제동 주택 화재
홍제동 주택 화재 사고는 2001년 3월 4일 3시 47분 서울특별시 서대문구 홍제1동의 다세대주택에서 방화로 인해 발생한 연립건물 화재·붕괴 사고로 소방관 6명이 순직하고 3명이 부상을 입었으며 불을 낸 범인은 구해달라고 요청한 집주인의 아들이었는데 방화범은 당시 사고 현장에 있지도 않았다.

## 사고 원인
화재가 난 연립건물은 골목에 위치하고 있었으며 불법주차·점용으로 인해 당시 소방차량이 이면도로에 진입하기 힘든 구조였으며 소방관들은 집주인의 아들이 화재 건물에서 탈출하지 못했다는 말을 듣고 화재현장에 진입했다가 4시 12분 건물이 붕괴되어 매몰되었으나 건물주 등 8명은 이미 화재 직후 모두 탈출한 상황이었다.

## 사고 결과
현장에 진입하였던 서울은평소방서(당시 서울서부소방서) 소속 소방관 9명이 매몰되어 6명의 순직자와 3명의 부상자를 낳았으며 2001년 3월 6일 서울시청에서 영결식이 거행된 이후 국립대전현충원에 순직자 전원 안장되었다. 
현재 서울특별시 서초구 소재 서울소방학교에 순직자들에 대한 충혼탑이 있고 은평소방서에는 동판을 세웠다.

## 영향
이후 2001년 3월 7일 부산광역시 연산동 빌딩화재로 소방관 1명이 순직하면서 의무소방대의 설치 계기가 되었고 사고 당시 소방관들이 방화복이 아닌 방수복(일종의 비옷)을 지급받고 있다는 점도 지적되어 2번의 화재 사고 이후 방화복이 지급되었다.
2012년 11월 국립대전현충원에서 순직한 소방관들을 이달의 현충인물로 지정하였으며 대한민국 소방행정을 비판하는 데 꾸준히 인용되고 있다.

## 순직자 명단
계급은 순직 당시의 계급이며 이후 1계급 추서되었다.
- 지방소방장 박동규
- 지방소방교 김철홍
- 지방소방교 박상옥
- 지방소방교 김기석
- 지방소방사 장석찬
- 지방소방사 박준우

## 같이 보기
- 대한민국의 소방공무원
- 광주광역시 소방헬기 추락 사고
- 서울은평소방서 : 당시 서울서부소방서였다.
- 소방관 : 2024년작 영화 - 실화 작품
- 이성촌